# Operação Thunderbolt (1997)
Operação Thunderbolt (9 de março a 12 de abril de 1997) foi o codinome de uma ofensiva militar do grupo rebelde sul-sudanês Exército Popular de Libertação do Sudão (EPLS) e seus aliados durante a Segunda Guerra Civil do Sudão. A operação visava conquistar várias cidades de Equatória Ocidental e de Equatória Central, principalmente Yei, que serviam de reduto para as Forças Armadas do Sudão e ajudavam o governo sudanês a suprir seus aliados, os insurgentes ugandenses da Frente do Banco do Nilo Ocidental e da Frente de Resgate Nacional de Uganda (II) baseadas no Zaire. Essas forças pró-sudanesas foram derrotadas e expulsas do Zaire pelo EPLS e seus aliados, nomeadamente Uganda e a Aliança das Forças Democráticas para a Libertação do Congo (AFDL), durante a Primeira Guerra do Congo, permitindo assim que o EPLS lançasse a Operação Thunderbolt do lado zairiano da fronteira. Secretamente apoiada pelas forças expedicionárias de Uganda, Etiópia e Eritreia, a ofensiva do EPLS foi um grande sucesso, com várias cidades da guarnição das Forças Armadas do Sudão caindo para os rebeldes do sul-sudaneses em questão de dias. Yei foi cercada e sitiada em 11 de março de 1997. Ao mesmo tempo, um grande grupo de combatentes da Frente do Banco do Nilo Ocidental, bem como das Forças Armadas do Zaire, e ex-soldados das Forças Armadas Ruandesas tentando fugir do Zaire para Yei. A coluna foi emboscada e destruída pelo EPLS, permitindo a captura de Yei logo depois. Após essa vitória, os rebeldes sul-sudaneses continuaram sua ofensiva até 12 de abril, capturando várias outras cidades de Equatória e preparando novas campanhas antigovernamentais.
O sucesso da Operação Thunderbolt fortaleceu significativamente o EPLS na Equatória Ocidental e enfraqueceu o controle do governo sudanês sobre seus territórios do sul. Os rebeldes sul-sudaneses puderam, assim, expandir suas operações e aumentar a conscientização global para sua causa. Além disso, a Frente do Banco do Nilo Ocidental e a Frente de Resgate Nacional de Uganda (II) sofreram pesadas perdas durante a ofensiva. Tomadas em conjunto com suas derrotas na Primeira Guerra do Congo, foram permanentemente enfraquecidas e, no caso da Frente do Banco do Nilo Ocidental, efetivamente derrotada como forças ativas de combate.

## Antecedentes

### Guerra civil no Sudão

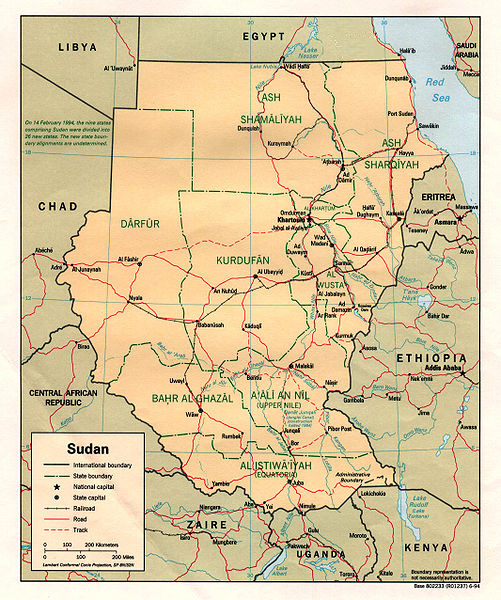
Sudão em 1994.

Após sua independência em 1956, o Sudão havia sofrido numerosos conflitos internos por questões políticas, étnicas e religiosas. Em 1983, revolucionários e separatistas do sul, na maioria cristãos-animistas do país, se uniram e lançaram uma insurgência contra o governo, tradicionalmente dominado pelas elites muçulmanas do norte. Os rebeldes se organizaram como o "Exército Popular de Libertação do Sudão" (EPLS), sob a liderança de John Garang,  e a insurgência acabou se transformando em uma guerra civil que também afetou o leste e o oeste do Sudão.  As negociações entre o governo e o EPLS quase resultaram em uma solução pacífica do conflito, mas terminaram após o golpe de Estado de 1989 que trouxe a Frente Islâmica Nacional sob Omar al-Bashir ao poder. O novo regime era militantemente contrário a qualquer compromisso e estava determinado a esmagar completamente o EPLS e todos os outros grupos da oposição. Uma escalada de violência se seguiu. 
Em 1991, a guerra civil havia se transformado em uma "rede de guerras internas" entre o governo e uma multiplicidade de grupos rebeldes com motivações e objetivos amplamente divergentes. Embora o EPLS tivesse ampliado seu poder e assumido o controle de grandes partes do sul do Sudão, também sofria disputas internas e nunca obteve o apoio de toda a população sulista. Muitos no sul estavam do lado do governo ou de grupos rebeldes que se opunham ao EPLS . 
A região de Equatória, incluindo a importante cidade de Yei, era fortemente disputada entre o EPLS e as Forças Armadas do Sudão por vários anos. As Forças Armadas do Sudão controlavam as cidades, enquanto os rebeldes ocupavam grande parte da zona rural.  Na primeira metade da década de 1990, no entanto, o governo conseguiu recuperar algum terreno na área, retomando vários locais dos rebeldes.  Na época, os separatistas sul-sudaneses estavam enfraquecidos pelas divisões internas e pelo colapso da República Democrática Popular da Etiópia, seu mais importante aliado estrangeiro. Em 1994, a facção principal do EPLS sob a liderança de Garang estava à beira de uma derrota completa. Partes do movimento rebelde se separaram e alguns desses grupos dissidentes (tais como o Movimento / Exército de Independência do Sul do Sudão) se aliaram ao governo. O EPLS conseguiu, no entanto, recuperar e reconquistar alguma força na área de Equatória.  Isso também ocorreu graças à retomada do apoio da Etiópia em 1995. Embora a antiga liderança pró-EPLS do país tenha sido derrubada durante a Guerra Civil Etíope, o novo governo da Etiópia sob Meles Zenawi foi prejudicado pelo Sudão e, consequentemente, decidiu ajudar os separatistas sul-sudaneses.  O regime de Bashir também afastou-se de seu antigo aliado, a Eritreia, de modo que este último começou a ajudar o EPLS a partir de 1994. 

### O conflito entre Uganda e Sudão

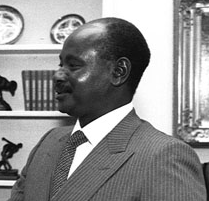
Embora o presidente ugandês Yoweri Museveni (foto em 1987) pretendesse manter a neutralidade regional e reconstruir seu país devastado pela guerra, suas políticas e reputação fizeram dele o inimigo do Sudão e do Zaire.

O governo sudanês suspeitava que a sobrevivência dos rebeldes sul-sudaneses dependia do apoio de um país vizinho: Uganda. Essa crença não se baseava em fatos concretos, mas em uma suposta conexão pessoal entre o líder do EPLS John Garang e o presidente do Uganda, Yoweri Museveni. Na verdade, os dois mal se conheciam, e Museveni pretendia permanecer neutro no conflito sudanês. Ele tentou repetidamente convencer o governo sudanês de seu não envolvimento com o EPLS e seguiu uma política de apaziguamento. Esta conduta não produziu resultados. O governo do Sudão, antiocidental e islamista, da Frente Islâmica Nacional considerou o governo esquerdista e pró-Estados Unidos sob Museveni como um inimigo natural e defensor dos separatistas sul-sudaneses.  Além disso, a liderança sudanesa pretendia islamizar a região dos Grandes Lagos e, no contexto desse plano, Uganda, majoritariamente cristã, "estava atrapalhando". 
Em um esforço para derrubar o governo de Museveni, Sudão apoiou e até organizou vários grupos insurgentes ugandenses a partir de 1986, embora a extensão em que esses rebeldes realmente seguissem as ordens sudanesas variasse bastante.  Em 1996, os grupos rebeldes ugandenses pró-sudaneses mais importantes eram a Frente do Banco do Nilo Ocidental, a Frente de Resgate Nacional de Uganda (II) (uma facção dissidente da Frente do Banco do Nilo Ocidental), as Forças Democráticas Aliadas e o Exército de Resistência do Senhor. Embora esses grupos não fossem fortes o suficiente para efetivamente ameaçar o governo de Uganda, eles poderiam enfraquecer sua legitimidade atacando a população ugandense e prejudicar ainda mais a debilitada economia do país.  Os rebeldes geralmente estavam baseados no sul do Sudão ou no leste do Zaire (atual República Democrática do Congo), cujo ditador Mobutu Sese Seko tolerava sua presença por inimizade a Museveni.  O Presidente do Uganda respondeu ao apoio sudanês e zairense a esses grupos rebeldes, encerrando sua neutralidade em 1993. Uganda começou a ajudar, e depois coordenar com o EPLS, na sua luta comum contra o Sudão, os rebeldes ugandenses e o Zaire.  Além disso, o conflito ao longo da fronteira sudanesa-ugandense-zairense se intensificou, pois não apenas as várias facções rebeldes, mas até mesmo os militares sudaneses e ugandeses lançavam raides transfronteiriços e bombardeios. 

## Prelúdio

Situação militar no Zaire em abril de 1997.

Essa situação volátil se intensificou ainda mais com a eclosão da Primeira Guerra do Congo, em 1996, quando uma aliança de grupos rebeldes e países liderados por Ruanda invadiu o Zaire para derrubar Mobutu. Uganda se juntou a essa coalizão, percebendo que a guerra era uma oportunidade para eliminar o Zaire como refúgio para os  insurgentes ugandenses. Como resultado, a Força de Defesa Popular de Uganda invadiu o nordeste do Zaire e ajudou o EPLS e a Aliança das Forças Democráticas para a Libertação do Congo a liberar a região das Forças Armadas do Zaire e outras forças pró-sudanesas.  O Sudão tentou ajudar seus aliados, mas as Forças Armadas do Zaire estava em uma condição catastrófica e os insurgentes ugandenses desmotivados. Ambos foram facilmente repelidos pela Força de Defesa Popular de Uganda e seus aliados e se renderam, desertaram ou fugiram em massa para o sul do Sudão.
Com as forças pró-sudanesas no Zaire derrotadas, o EPLS e seus aliados ocuparam o nordeste do Zaire. O EPLS estava, portanto, em posição de iniciar operações ofensivas no Sudão a partir do lado zairiano da fronteira.  Duas ofensivas foram planejadas: "Operação Thunderbolt", que ocorreria a oeste do Nilo, e "Operação Jungle Storm"  a leste do Nilo.  Os rebeldes sul-sudaneses reuniram uma força de cerca de 12.000 combatentes, incluindo tanques e artilharia, para a Operação Thunderbolt. Salva Kiir Mayardit foi nomeado comandante geral das tropas do EPLS envolvidas na ofensiva.  Outro importante comandante rebelde durante a Operação Thunderbolt foi James Hoth Mai.
O EPLS desfrutou de forte apoio de nações estrangeiras, como Uganda, Etiópia e Eritreia, durante a preparação e execução da Operação Thunderbolt.  Cada um desses países tinha seus próprios objetivos, que esperavam alcançar, ao auxiliar o EPLS a capturar Equatória Ocidental e Equatória Central. Para Uganda, o principal objetivo da Operação Thunderbolt era capturar toda a fronteira para impedir que as Forças Armadas do Sudão avançassem no Zaire para ajudar seus aliados ali.  Ao ajudar o EPLS, a Etiópia pretendia pressionar o governo sudanês a encerrar seu apoio aos rebeldes etíopes.  A Eritreia esperava que seu envolvimento no conflito enfraquecesse seu rival, o Sudão, e reduzisse a influência de seu outro rival, a Etiópia, no sul do Sudão.  O apoio estrangeiro para o EPLS durante a Operação Thunderbolt assumiu várias formas. Primeiramente, os rebeldes foram treinados, providos com inteligência e abastecidos com equipamentos pela Força de Defesa Popular de Uganda, pelo Exército da Eritreia e pelo Exército da Etiópia.  Além disso, muitos dos tanques e peças de artilharia que tomaram parte da operação foram operados por equipes pertencentes as forças armadas ugandenses, eritreias e etíopes.  Oficiais militares etíopes não identificados chegaram a comandar diretamente partes da operação contra o Sudão.

## A ofensiva

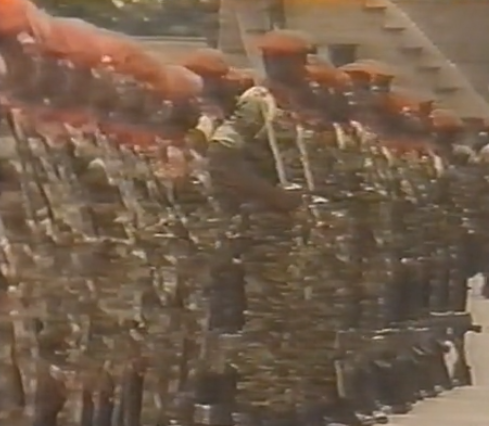
Soldados zairenses na década de 1990

O EPLS iniciou a ofensiva em meio à estação seca  em 9 de março, atacando a cidade fronteiriça de Kaya e a estrada entre Yei e Juba. A investida a Kaya foi precedida por um bombardeio de artilharia.  Embora o governo de Uganda tenha negado oficialmente o envolvimento na operação, várias fontes confirmam que o ataque a Kaya foi diretamente apoiado pela Força de Defesa Popular de Uganda com tanques, obuses, morteiros e metralhadoras.  As Forças Armadas do Sudão havia percebido previamente que o EPLS estava preparando uma ofensiva, no entanto os rebeldes conseguiram capturar Kaya no primeiro dia do ataque, enquanto a Força de Defesa Popular de Uganda apoderou-se da estrategicamente importante Montanha de Koboko nas proximidades.  Em 10 de março, o EPLS capturou Bazi e Gumuni, enquanto os militares sudaneses e ugandenses teriam trocaram tiros de artilharia através de sua fronteira comum.
O EPLS conseguiu assim cercar as Forças Armadas do Sudão em um "movimento de pinça intenso" e interromper a "grande" guarnição em Yei a partir de Juba em 11 de março.  Esse rápido avanço foi "facilitado principalmente por uma unidade de tanques etíopes", e os tanques da Força de Defesa Popular de Uganda também desempenharam um papel importante em abrir caminho para os rebeldes sul-sudaneses.  As tentativas da Força Aérea Sudanesa de suprir Yei por via aérea falharam, pois o abastecimento aéreo foi capturado pelos rebeldes.  Em resposta aos rápidos avanços do EPLS, o governo sudanês ordenou que a Frente do Banco do Nilo Ocidental e a Frente de Resgate Nacional de Uganda (II) ajudassem as Forças Armadas do Sudão em ações de retaguarda; o que teve pouco efeito em deter os rebeldes sul-sudaneses. Em vez disso, os insurgentes ugandenses sofreram pesadas perdas.  Sua pior derrota ocorreu em meio ao cerco de Yei. Mais de 4.000 retardatários, incluindo mulheres e crianças, fugiram do Zaire, cruzaram a fronteira no condado de Morobo e avançaram em direção a Yei. Esta coluna incluía forças da Frente do Banco do Nilo Ocidental sob Juma Oris, bem como um número menor de soldados das Forças Armadas do Zaire, das Forças Armadas do Sudão e antigos membros das Forças Armadas Ruandesas.  Eles esperavam encontrar refúgio em Yei e desconheciam o cerco da cidade pelo EPLS. 

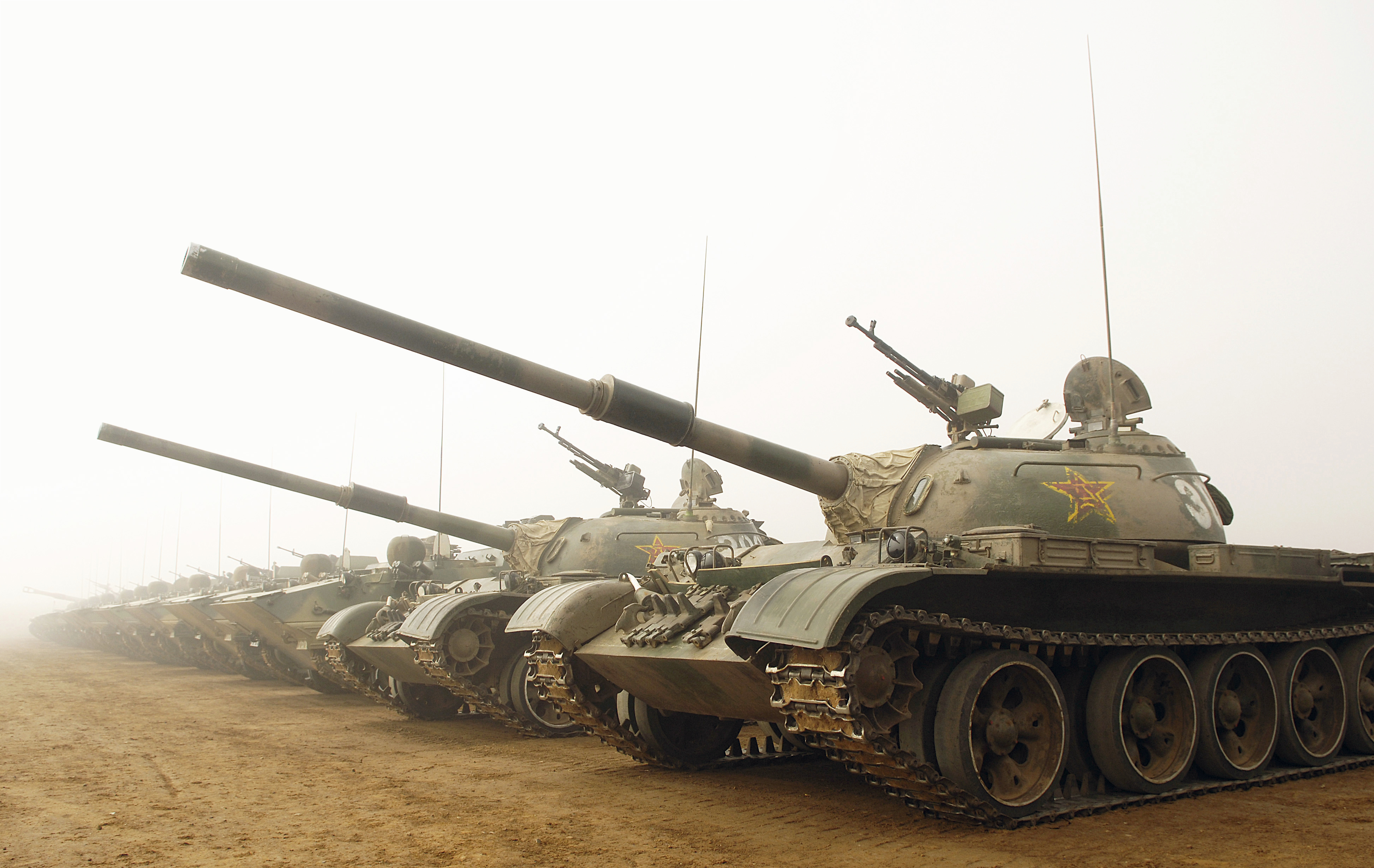
Os rebeldes do EPLS capturaram cinco tanques T-59 em Yei (T-59s chineses em serviço na foto).

Em vez de aliviar a guarnição de Yei, a coluna foi emboscada pelo EPLS a meio caminho entre Morobo e Yei e sofreu 3.000 baixas: 2.000 mortes e 1.000 capturados. Os sobreviventes foram repelidos e fugiram em desordem para Juba. Os líderes da coluna foram em sua maioria mortos, feridos ou capturados: o comandante da Frente do Banco do Nilo Ocidental, Juma Oris, ficou gravemente ferido, apesar de ter escapado,  enquanto o ex-capitão das Forças Armadas de Ruanda Jean-Marie Magabo foi capturado. Após essa derrota, a guarnição de Yei se rendeu em 12 ou 13 de março, embora muitos de seus combatentes tentassem fugir para o matagal. Os debandados deixaram para trás muito material, incluindo pelo menos nove obuses de 122 mm, uma arma antiaérea de 37 mm e cinco tanques T-59 de fabricação chinesa.  Vários combatentes da Frente do Banco do Nilo Ocidental, incluindo o vice-comandante da milícia Abdulatif Tiyua, também foram capturados na cidade. O governo sudanês respondeu ordenando que 2.000 soldados das Forças Armadas do Sudão que estavam recuando em direção a Juba, em vez disso, marchassem em Yei, oficialmente para ajudar a guarnição sitiada, embora o governo soubesse que a cidade já havia caído. Esse contra-ataque falhou, e 1.000 soldados das Forças Armadas Sudanesas foram capturados ou se renderam, enquanto o restante foi morto ou disperso pelos rebeldes.
O EPLS avançou ainda mais após seu sucesso em Yei, capturando as cidades da guarnição de Morobo (12 de março),  Loka (13 de março),  a base "extremamente fortificada" de Lainya (15 de março), Kagwada (16 de março) e Kulipapa (17 de março) em rápida sucessão.  A importante cidade de Kajo-Kaji foi tomada pelos rebeldes sul-sudaneses em 24 de março e um contra-ataque das Forças Armadas Sudanesas ao longo da estrada Yei-Juba foi repelido dois dias depois.  O avanço do EPLS foi então interrompido pelo início da estação das chuvas. O rio Kit aumentou de volume e tornou-se difícil de atravessar, especialmente porque uma ponte havia sido destruída pelas Forças Armadas Sudanesas durante sua retirada. Quando as forças do EPLS sob o comando de Salva Kiir Mayardit conseguiram atravessar o rio, no entanto, lançaram "ataques relâmpagos" contra as próximas bases sudanesas. As cidades da guarnição de Lui, Amadi, o entroncamento da estrada de Jambo, Goja, Boje e Moga foram capturadas pelos rebeldes de 2 a 3 de abril,  seguidas por Mukungu (9 de abril) e Kit (12 de abril).  Juntamente com as tropas da Força de Defesa Popular de Uganda, o EPLS também atacou um campo do Exército de Resistência do Senhor em Aru, de 9 a 10 de abril.  As demais unidades das Forças Armadas Sudanesas na região foram forçadas a recuar. Um contra-ataque da milícia pró-governo Movimento / Exército de Independência do Sul do Sudão foi repelido. Como resultado, a própria cidade de Juba ficou ameaçada pelo EPLS, enquanto as guarnições das Forças Armadas Sudanesas em Equatória Oriental ficaram isoladas e tiveram que ser abastecidas por via aérea a partir de então. Grande parte de Equatoria Ocidental ficou sob controle rebelde, permitindo que o EPLS lançasse mais ofensivas no norte, as mais importantes: "Operação Deng Nhial" (de meados de março) e "Operação Volta Final" (de junho), durante a qual as participações rebeldes nos estados de Lagos e de Warrap foram significativamente ampliadas. 
O EPLS reivindicou ter colocado 8.000 tropas inimigas "fora de ação" durante a Operação Thunderbolt,  incluindo um grande número de altos oficiais sudaneses. "Vários milhares" de soldados das Forças Armadas Sudanesas foram capturados ou se renderam perto de Yei.  Igualmente, as forças pró-sudanesas Frente do Banco do Nilo Ocidental e Frente de Resgate Nacional de Uganda (II) sofreram pesadas perdas durante os combates em Equatoria.  A Frente do Banco do Nilo Ocidental perdeu 1.800 combatentes apenas em Yei e Morobo, dos quais 800 foram mortos enquanto o restante foi capturado.  Os altos comandos da Frente do Banco do Nilo Ocidental e da Frente de Resgate Nacional de Uganda (II) foram em sua maioria mortos ou capturados na ofensiva. Em comparação, o EPLS sofreu baixas muito mais leves. 

## Resultado

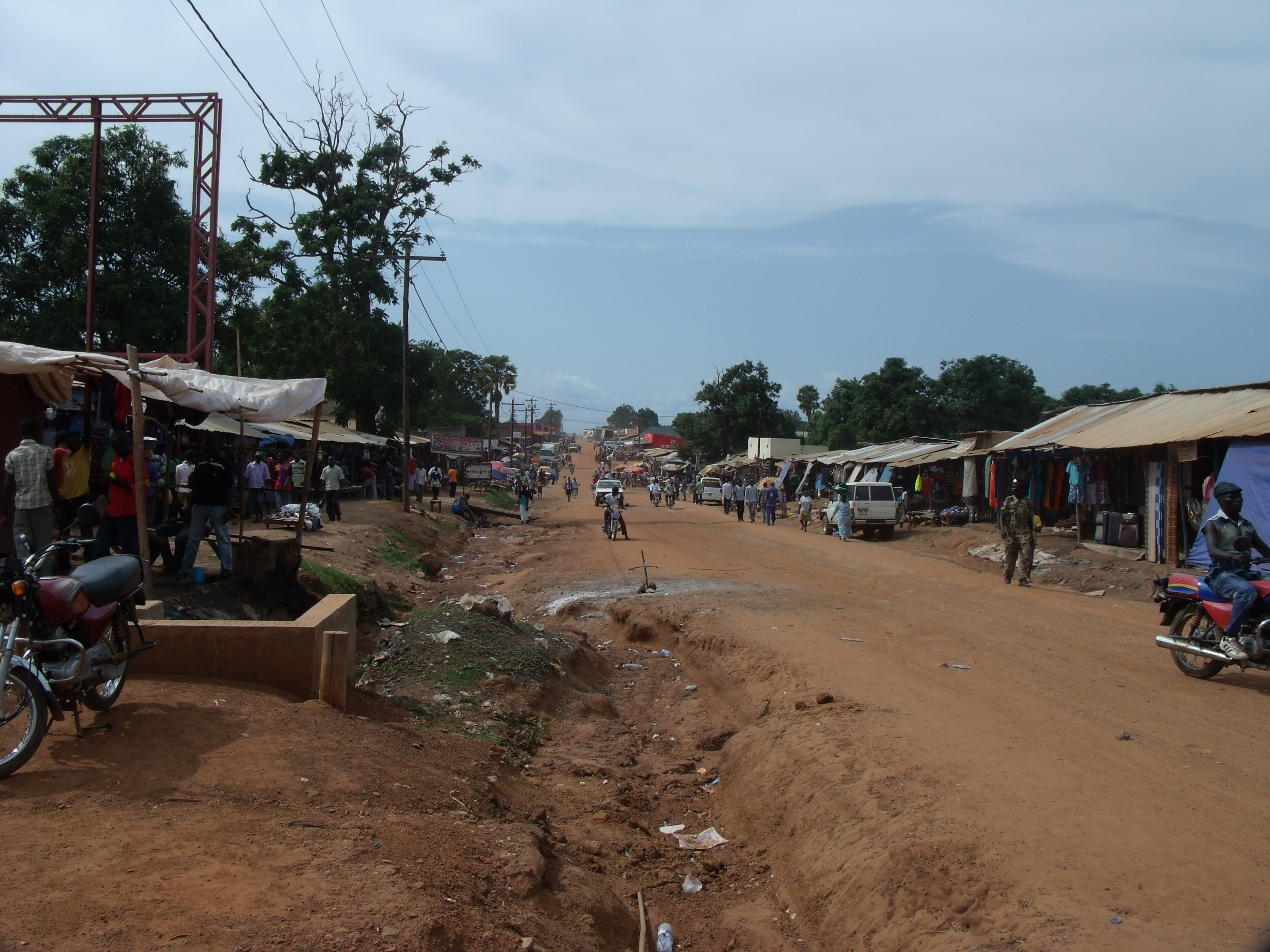
A cidade de Yei em 2012.

O sucesso da Operação Thunderbolt melhorou significativamente a posição militar e política do EPLS,  tendo conquistado diversas cidades importantes e, portanto, era mais capaz de se apresentar como governo legítimo do Sul do Sudão.  Grande parte do território capturado pelo EPLS durante a Operação Thunderbolt permaneceu sobre seu controle até o fim da guerra civil.  O grupo rebelde também apreendeu uma grande quantidade de armas de pequeno calibre, munições, minas terrestres e equipamentos mais pesados, como peças de artilharia, pelo menos 60 tanques, armas antiaéreas e canhões antitanques, aumentando muito suas capacidades de combate. No entanto, grande parte do armamento e munição que caiu nas mãos do EPLS ficou "degradado e sem utilidade no campo de batalha".  O governo sudanês teve problemas durante anos para suprir adequadamente as suas forças com armas modernas e as Forças Armadas do Sudão foi consequentemente forçada a depender de equipamentos obsoletos, incompatíveis ou muito desgastados. A Operação Thunderbolt, junto com as ofensivas simultâneas do EPLS e de outros insurgentes, agravou ainda mais a terrível escassez de recursos humanos e equipamentos do governo sudanês. O regime foi forçado a recorrer à força para recrutar estudantes, treiná-los por apenas 15 dias e, em seguida, enviá-los para a batalha com apenas uma arma, uma página do Alcorão para "afastar balas infiéis" e uma chave para destrancar os Portões do Paraíso caso caíssem em combate.  As lideranças da Frente Islâmica Nacional também aumentaram os seus esforços para recrutar a ajuda de várias milícias para manter o EPLS  sob controle. 
A captura de Yei foi um dos sucessos mais importantes para o EPLS. Forneceu ao grupo rebelde um estímulo para propaganda internacional, uma vez que retratava o seu próprio domínio na cidade como livre e justo, em contraste com o governo anterior, que era amplamente visto como opressivo. John Garang chegou a declarar que, com Yei sob controle dos rebeldes, o EPLS  quase venceu a guerra civil no sul do Sudão; essa avaliação se mostrou prematura. Na verdade, o conflito tinha efetivamente entrado em um impasse, pois nem o governo nem os insurgentes eram capazes de se derrotarem completamente. A guerra continuou até que o Tratado de Naivasha foi assinado sete anos depois, em 2005.
O EPLS, no entanto, não era muito popular entre os residentes locais de Equatória, e muitos deles optaram por fugir para o Zaire e Uganda, em vez de viver sob o domínio do grupo rebelde.  Por sua vez, o EPLS instalou um grande número de seus combatentes e suas famílias, principalmente a etnia dinka, em Yei.  Como Yei permaneceu relativamente estável e sua segurança melhorou nos anos seguintes, a cidade passou por uma recuperação econômica.  O comércio transfronteiriço na região aumentou  e muitos refugiados do Sudão e do Congo se estabeleceram em Yei.  O EPLS fez de Yei seu novo quartel general no verão de 1997. 

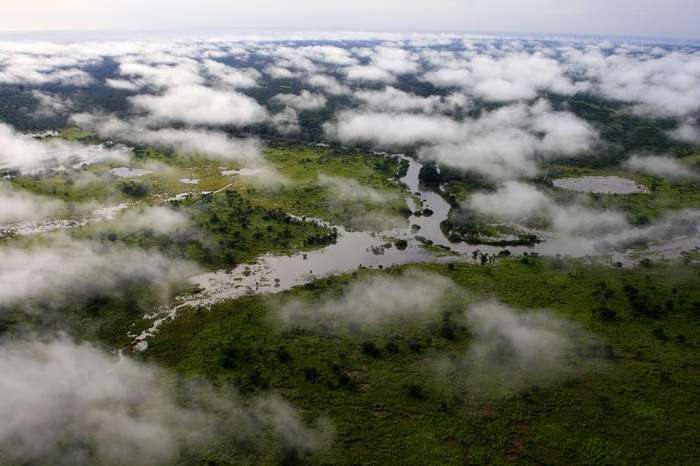
Os rebeldes ugandenses encontraram refúgio no Parque Nacional de Garamba (foto) após suas derrotas na Operação Thunderbolt e outras batalhas.

A captura de Yei também foi um grande sucesso para os aliados do EPLS. Uganda não apenas impediu uma incursão sudanesa no Zaire mas, também, cumpriu seu principal objetivo estratégico durante a ofensiva.  A Operação Thunderbolt, além disso, enfraqueceu a Frente do Banco do Nilo Ocidental e a Frente de Resgate Nacional de Uganda (II) em grande parte, diminuindo sua capacidade de combater o governo ugandense e seus aliados.  Dos dois, a Frente do Banco do Nilo Ocidental estava em uma situação pior. Como também sofria disputas internas e deserções em massa, a desastrosa derrota no Sudão significou que a "insurgência fosse essencialmente desperdiçada em 1997".  Todavia, o governo sudanês continuou a apoiar os resquícios remanescentes da Frente do Banco do Nilo Ocidental e da Frente de Resgate Nacional de Uganda (II) que haviam fugido para o Parque Nacional de Garamba.  Os soldados da Força de Defesa Popular de Uganda, portanto, permaneceriam estacionados em e ao redor de Yei até pelo menos 2008, protegendo a área contra os rebeldes pró-sudaneses.  Os insurgentes ugandenses que estavam sob custódia do EPLS após a Operação Thunderbolt (incluindo 500–1.000 combatentes da Frente do Banco do Nilo Ocidental) acabaram sendo expatriados para Uganda.  A Etiópia também conseguiu obter o que pretendia, ou seja, pressionar o governo sudanês a reduzir seu apoio aos militantes anti-etíopes no Chifre da África. Quando a Etiópia retirou todas as suas tropas do sul do Sudão em maio de 1998 para responder à Guerra Eritreia-Etiópia, a liderança sudanesa havia concedido as principais demandas etíopes. 

## Referencias
1. 1 2 3 4 5 6 7 8  «Major SPLA Offensive in Southern Sudan». Sudan News & Views. 25 de março de 1997
2. ↑  «Sudan: The Quick and the Terrible». PBS. Janeiro de 2005
3. ↑  Prunier (2004), p. 363.
4. 1 2 3  Johnson (2007), p. 127.
5. ↑  LeRiche & Arnold (2013), pp. 74–76.
6. 1 2  Prunier (2004), p. 365.
7. 1 2 3  Prunier (2004), p. 366.
8. ↑  LeRiche & Arnold (2013), p. 57.
9. ↑  Sluga & Martin (2011), p. 37.
10. 1 2 3 4  Sluga & Martin (2011), p. 3.
11. 1 2 3  Prunier (2009), p. 87.
12. ↑  LeRiche & Arnold (2013), p. 58.
13. ↑  LeRiche & Arnold (2013), pp. 58, 102.
14. ↑  Prunier (2009), pp. 80–87.
15. ↑  LeRiche & Arnold (2013), pp. 102–104.
16. 1 2 3  de Waal (2007), p. 12.
17. ↑  Connell (1998), p. 59.
18. ↑  de Waal (2007), p. 13.
19. ↑  Connell (1998), pp. 58–59.
20. ↑  Prunier (2009), pp. 80–82.
21. ↑  Prunier (2009), p. 80.
22. ↑  Prunier (2004), p. 364.
23. ↑  Prunier (2004), pp. 364–365.
24. ↑  Prunier (2009), pp. 80–81.
25. 1 2  Prunier (2009), p. 81.
26. ↑  Day (2011), pp. 451–452.
27. ↑  Prunier (2004), pp. 375–376.
28. ↑  Prunier (2009), pp. 73–74.
29. ↑  Prunier (2009), pp. 73–74, 82.
30. ↑  Prunier (2009), pp. 75, 80, 82.
31. 1 2 3  LeRiche & Arnold (2013), p. 102.
32. 1 2  Caesar Mazzolari (15 de março de 1997). «SUDAN MONTHLY REPORT: MARCH 15, 1997». Sudan Catholic Information Office
33. 1 2 3 4  Schomerus (2012), p. 128.
34. 1 2 3  Prunier (2009), pp. 132–133.
35. 1 2  Prunier (2004), pp. 376–377.
36. 1 2 3 4 5  de Waal (2004), p. 209.
37. ↑  LeRiche & Arnold (2013), p. 270.
38. ↑  LeRiche & Arnold (2013), p. 86.
39. 1 2  «Kiir appoints new army Chief of Staff, relieves deputies». Sudan Tribune. 1 de Junho de 2009
40. 1 2  Connell (1998), pp. 21–22.
41. 1 2  Leopold (2001), p. 99.
42. 1 2 3 4 5  LeRiche & Arnold (2013), p. 104.
43. 1 2 3  «Marching to Juba». Africa Confidential. 11 de Abril de 1997
44. 1 2  de Waal (2007), pp. 12–13.
45. 1 2 3 4 5  «Sudan says Uganda is attacking from south». Reuters. 10 de Março de 1997
46. ↑  Connell (1998), pp. 59–61.
47. 1 2  Connell (1998), pp. 59, 60–61.
48. 1 2 3 4  Clayton (2001), p. 170.
49. 1 2 3 4 5 6 7 8 9 10 11 12  Johnson (2007), p. 209.
50. 1 2 3 4  Connell (1998), p. 60.
51. 1 2 3 4  Prunier (2009), p. 133.
52. 1 2 3 4 5  Leopold (2001), p. 100.
53. 1 2 3 4 5  Prunier (2004), p. 377.
54. ↑  Connell (1998), p. 27.
55. ↑  Faustin Mugabe (14 de Maio de 2016). «I was condemned for being 'Amin's' soldier». Daily Monitor
56. ↑  Robert Elema (3 de março de 2018). «Government agrees to pay veterans». West Nile Web
57. 1 2 3 4  Peter Hammond (1 de setembro de 1997). «Sudan Update: Western Equatoria Is Now Free». Chalcedon Foundation
58. ↑  Jacob K. Lupai (30 de março de 2013). «The struggle for sovereignty of South Sudan joint effort». Sudan Tribune
59. 1 2  Yasin Miheisi (Junho de 1997). «Issue 27». SUDAN NEWS & VIEWS
60. ↑  Connell (1998), p. 22.
61. 1 2  Koszinowski & Mattes (1998), p. 146.
62. 1 2 3  Guarak (2011), p. 390.
63. ↑  Connell (1998), pp. 23–27.
64. ↑  Connell (1998), p. 23.
65. ↑  Connell (1998), pp. 23–24.
66. ↑  Louise Tunbridge (13 de maio de 1997). «In Africa's 'Forgotten' War in Sudan, Christian Soldiers March Onward». The Christian Science Monitor. Consultado em 6 de janeiro de 2019
67. ↑  Sluga & Martin (2011), pp. 3, 25.
68. ↑  Sluga & Martin (2011), pp. 4, 15.
69. ↑  Payne (1998), p. 52.
70. ↑  Sluga & Martin (2011), p. 15.
71. ↑  Sluga & Martin (2011), pp. 3–4, 37.
72. ↑  Day (2011), p. 452.
73. ↑  Schomerus (2012), p. 129.